# 索內明鎮區 (伊利諾伊州利文斯頓縣)
索內明鎮區（英語：Saunemin Township）是位於美國伊利諾伊州利文斯頓縣的一個行政鎮區。

## 地方資料
根據2010年美國人口普查的數據，索內明鎮區的面積為111.70平方千米，當中陸地面積為111.70平方千米，而水域面積為0.00平方千米。當地共有人口637人，而人口密度為每平方千米5.7人。